# Torneo Clausura 2019 Liga de Plata
El Torneo Clausura 2019 de la Segunda División de El Salvador (oficialmente conocida como la Liga de Plata y también como Torneo Luis Baltazar Ramírez) será el torneo en que se definirá el ascendido a la Primera División de El Salvador. El campeón actual es el El Vencedor.
San Pablo Municipal fue el campeón del torneo tras derrotar a Platense por marcador global de 3 - 3, donde el partido de vuelta lo ganó a través del punto penal con marcador de 4 - 1.
El Vencedor ascendió a la Primera División tras ganarle a San Pablo Municipal a través del punto penal con marcador de 6 - 5.

## Sistema de competición
El torneo de la Liga de Ascenso de El Salvador, está conformado en dos partes:
- Fase de calificación: Se integra por las 14 jornadas del torneo (7 jornadas cada grupo)
- Fase final: Se integra por los partidos de cuartos de final, semifinal y final, más conocida como liguilla.

### Fase de clasificación
En la fase de clasificación se observará el sistema de puntos. La ubicación en la tabla general está sujeta a lo siguiente:
- Por juego ganado se obtendrán tres puntos.
- Por juego empatado se obtendrá un punto.
- Por juego perdido no se otorgan puntos.

En esta fase participan los 16 equipos de la Liga de Ascenso de El Salvador jugando en cada torneo todos contra todos durante las 14 jornadas respectivas, de ida y vuelta.
El orden de los clubes al final de la fase de calificación del torneo corresponderá a la suma de los puntos obtenidos por cada uno de ellos y se presentará en forma descendente. Si al finalizar las 14 jornadas del torneo, dos o más clubes estuviesen empatados en puntos, su posición en la tabla general será determinada atendiendo a los siguientes criterios de desempate:
1. Mejor diferencia entre los goles anotados y recibidos y goles.
2. Mayor número de goles anotados.
3. Marcadores particulares entre los clubes empatados.
4. Mayor número de goles anotados como visitante.
5. Mejor ubicado en la tabla general de cociente
6. Tabla Fair Play
7. Sorteo.

Para determinar los lugares que ocuparán los clubes que participen en la fase final del torneo se tomará como base la tabla general de clasificación.
Participan automáticamente por el título de Campeón de la Liga de Ascenso de El Salvador, los 8 primeros clubes de la tabla general de clasificación al término de las 14 jornadas.

### Fase final
Los ocho clubes calificados para esta fase del torneo serán reubicados de acuerdo con el lugar que ocupen en la tabla General al término de la Jornada 18, con el puesto del número uno al club mejor clasificado, y así hasta el número 8. Los partidos a esta fase se desarrollarán a visita, en las siguientes etapas:
- Cuartos de final
- Semifinales
- Final

Los clubes vencedores en los partidos de cuartos de final y semifinal serán aquellos que en los dos juegos anoten el mayor número de goles. De existir empate en el número de goles anotados, se observará la posición de los clubes en la tabla general de clasificación.
Los partidos correspondientes a la fase final se jugarán obligatoriamente los días miércoles y sábado, y jueves y domingo eligiendo, en su caso, exclusivamente en forma descendente, los cuatro clubes mejor clasificados en la tabla general al término de la Jornada 14, el día y horario de su partido como local. Los siguientes cuatro clubes podrán elegir únicamente el horario.
El club vencedor de la final y por lo tanto Campeón, será aquel que en los dos partidos anote el mayor número de goles. Si al término del tiempo reglamentario el partido está empatado, se agregarán dos tiempos extras de 15 minutos cada uno. De persistir el empate en estos periodos, se procederá a lanzar tiros penales hasta que resulte un vencedor.
Los partidos de cuartos de final se jugarán de la siguiente manera:
En este caso, si El Vencedor es campeón, ascenderá automáticamente a la Primera División de El Salvador. De lo contrario, se jugará un partido por el ascenso.

## Equipos participantes

### Equipos por departamento
| Departamento | N.º | Equipos                                               |
| ------------ | --- | ----------------------------------------------------- |
| San Salvador | 4   | Apopa, Atlético Marte, Municipal Ilopaneco y Vendaval |
| Morazán      | 2   | Chagüite y Fuerte San Francisco                       |
| San Miguel   | 2   | Liberal y UDET                                        |
| Santa Ana    | 2   | 11 Lobos y Santa Rosa Guachipilín                     |
| Sonsonate    | 2   | Brujos de Izalco y Racing Junior                      |
| Usulután     | 2   | Aspirante y El Vencedor                               |
| La Libertad  | 1   | San Pablo Municipal                                   |
| La Paz       | 1   | Platense                                              |

### Información de los equipos
| Equipo                                      | Ciudad                 | Entrenador              | Estadio              | Capacidad |
| ------------------------------------------- | ---------------------- | ----------------------- | -------------------- | --------- |
| Asociación Deportiva Apopa                  | Apopa                  | Marco Antonio Portillo  | Joaquín Gutiérrez    | 5 000     |
| Club Deportivo Atlético Marte               | San Salvador           | Ricardo García          | Cuscatlán            | 44 836    |
| Club Deportivo Aspirante                    | Jucuapa                | José Mario Martínez     | Municipal de Jucuapa | 5 000     |
| Brujos de Izalco Fútbol Club                | Izalco                 | Ruben Alonso            | Salvador Mariona     | 1 000     |
| Club Deportivo Chagüite                     | Lolotiquillo           | Nelson Ancheta          | Correcaminos         | 10 000    |
| Club Deportivo El Vencedor                  | Santa Elena            | Giovanni Trigueros      | José Germán Rivas    | 2 000     |
| Club Deportivo Fuerte San Francisco         | San Francisco Gotera   | Marvin Javier Hernández | Correcaminos         | 10 000    |
| Municipal Ilopaneco                         | Ilopango               | Víctor Manuel Pacheco   | Azteca - Santa Lucía | - ---     |
| Club Deportivo Liberal                      | Quelepa                | Abel Blanco             | Municipal de Quelepa | 2 000     |
| Club Deportivo 11 Lobos                     | Chalchuapa             | César Acevedo           | 11 Lobos             | 10 000    |
| Club Deportivo Platense                     | Zacatecoluca           | Jorge Abrego            | Antonio Toledo Valle | 10 000    |
| Club Deportivo Racing Junior                | Armenia                | Efrén Marenco           | Municipal de Armenia | 3 000     |
| Club Deportivo San Pablo Municipal          | San Pablo Tacachico    | Juan Ramón Sánchez      | Valle Mesa           | 5 000     |
| Asociación Deportiva Santa Rosa Guachipilín | Santa Rosa Guachipilín | Samuel Maldonado        | José Hernández       | - ---     |
| Club Deportivo Unión Deportiva El Tránsito  | El Tránsito            | David Omar Sevilla      | César Antonio Angulo | 5 000     |
| Club Social y Deportivo Vendaval            | Apopa                  | Osmin Orellana          | Joaquín Gutiérrez    | 5 000     |

## Tabla de posiciones

### Grupo A
| Equipo                 | PJ | PG | PE | PP | GF | GC | Dif | Pts |
| Atlético Marte         | 14 | 9  | 1  | 4  | 30 | 18 | +12 | 28  |
| San Pablo Municipal    | 14 | 8  | 4  | 2  | 32 | 23 | +9  | 28  |
| Brujos Mario Calvo     | 14 | 7  | 3  | 4  | 34 | 20 | +14 | 24  |
| Racing Junior          | 14 | 7  | 1  | 6  | 20 | 19 | +1  | 22  |
| Vendaval               | 14 | 5  | 2  | 7  | 19 | 22 | -3  | 17  |
| Municipal Ilopaneco    | 14 | 4  | 3  | 7  | 17 | 25 | -8  | 15  |
| Santa Rosa Guachipilín | 14 | 3  | 4  | 7  | 26 | 30 | -4  | 13  |
| 11 Lobos               | 14 | 2  | 4  | 8  | 15 | 36 | -21 | 10  |

### Grupo B
| Equipo               | PJ | PG | PE | PP | GF | GC | Dif | Pts |
| -------------------- | -- | -- | -- | -- | -- | -- | --- | --- |
| Platense             | 14 | 6  | 7  | 1  | 19 | 7  | +12 | 25  |
| Aspirante            | 14 | 7  | 4  | 3  | 22 | 13 | +9  | 25  |
| El Vencedor          | 14 | 6  | 6  | 2  | 18 | 13 | +5  | 24  |
| Fuerte San Francisco | 14 | 6  | 5  | 3  | 12 | 10 | +2  | 23  |
| Chagüite             | 14 | 4  | 7  | 3  | 27 | 20 | +7  | 19  |
| Apopa                | 14 | 2  | 5  | 7  | 11 | 20 | -9  | 11  |
| Liberal              | 14 | 1  | 6  | 7  | 16 | 27 | -11 | 9   |
| UDET                 | 14 | 1  | 6  | 7  | 11 | 26 | -15 | 9   |

## Fase final
|  | Cuartos de final                      | Cuartos de final                      | Cuartos de final                      | Cuartos de final                      | Cuartos de final                      |       |    | Semifinales                        | Semifinales                        | Semifinales                        | Semifinales                        | Semifinales                        |  |          | Final                              | Final                              | Final                              | Final                              | Final                              |  |
|  | Ida: 4 y 5 de mayo Vuelta: 12 de mayo | Ida: 4 y 5 de mayo Vuelta: 12 de mayo | Ida: 4 y 5 de mayo Vuelta: 12 de mayo | Ida: 4 y 5 de mayo Vuelta: 12 de mayo | Ida: 4 y 5 de mayo Vuelta: 12 de mayo |       |    | Ida: 19 de mayo Vuelta: 26 de mayo | Ida: 19 de mayo Vuelta: 26 de mayo | Ida: 19 de mayo Vuelta: 26 de mayo | Ida: 19 de mayo Vuelta: 26 de mayo | Ida: 19 de mayo Vuelta: 26 de mayo |  |          | IDA: 2 de junio VUELTA: 9 de junio | IDA: 2 de junio VUELTA: 9 de junio | IDA: 2 de junio VUELTA: 9 de junio | IDA: 2 de junio VUELTA: 9 de junio | IDA: 2 de junio VUELTA: 9 de junio |  |
|  |                                       |                                       |                                       |                                       |                                       |       |    |                                    |                                    |                                    |                                    |                                    |  |          |                                    |                                    |                                    |                                    |                                    |  |
|  |                                       |                                       |                                       |                                       |                                       |       |    |                                    |                                    |                                    |                                    |                                    |  |          |                                    |                                    |                                    |                                    |                                    |  |
|  | 1A                                    | Atlético Marte                        | 0                                     | 1                                     | 1                                     |       |    |                                    |                                    |                                    |                                    |                                    |  |          |                                    |                                    |                                    |                                    |                                    |  |
|  | 1A                                    | Atlético Marte                        | 0                                     | 1                                     | 1                                     |       |    |                                    |                                    |                                    |                                    |                                    |  |          |                                    |                                    |                                    |                                    |                                    |  |
|  | 3B                                    | El Vencedor                           | 4                                     | 2                                     | 6                                     |       |    |                                    |                                    |                                    |                                    |                                    |  |          |                                    |                                    |                                    |                                    |                                    |  |
|  | 3B                                    | El Vencedor                           | 4                                     | 2                                     | 6                                     |       | 3B | El Vencedor                        | 1                                  | 1                                  | 2                                  |                                    |  |          |                                    |                                    |                                    |                                    |                                    |  |
|  |                                       |                                       |                                       |                                       |                                       |       | 3B | El Vencedor                        | 1                                  | 1                                  | 2                                  |                                    |  |          |                                    |                                    |                                    |                                    |                                    |  |
|  |                                       |                                       | 1B                                    | Platense                              | 1                                     | 3     | 4  |                                    |                                    |                                    |                                    |                                    |  |          |                                    |                                    |                                    |                                    |                                    |  |
|  | 1B                                    | Platense                              | 1B                                    | Platense                              | 1                                     | 3     | 4  | 3                                  | 4                                  | 7                                  |                                    |                                    |  |          |                                    |                                    |                                    |                                    |                                    |  |
|  | 1B                                    | Platense                              |                                       |                                       |                                       |       |    |                                    |                                    | 7                                  |                                    |                                    |  |          |                                    |                                    |                                    |                                    |                                    |  |
|  | 3A                                    | Brujos de Izalco                      | 1                                     | 0                                     | 1                                     |       |    |                                    |                                    |                                    |                                    |                                    |  |          |                                    |                                    |                                    |                                    |                                    |  |
|  | 3A                                    | Brujos de Izalco                      | 1                                     | 0                                     | 1                                     |       |    |                                    |                                    |                                    |                                    |                                    |  | Platense | Platense                           | 0                                  | 3 (1)                              | 3                                  |                                    |  |
|  |                                       |                                       |                                       |                                       |                                       |       |    |                                    |                                    |                                    |                                    |                                    |  | Platense | Platense                           | 0                                  | 3 (1)                              | 3                                  |                                    |  |
|  |                                       |                                       | San Pablo Municipal                   | San Pablo Municipal                   | 1                                     | 2 (4) | 3  |                                    |                                    |                                    |                                    |                                    |  |          |                                    |                                    |                                    |                                    |                                    |  |
|  | 4A                                    | Racing Junior                         | San Pablo Municipal                   | San Pablo Municipal                   | 1                                     | 2 (4) | 3  | 0                                  | 1                                  | 1                                  |                                    |                                    |  |          |                                    |                                    |                                    |                                    |                                    |  |
|  | 4A                                    | Racing Junior                         |                                       |                                       |                                       |       |    |                                    |                                    | 1                                  |                                    |                                    |  |          |                                    |                                    |                                    |                                    |                                    |  |
|  | 2B                                    | Aspirante                             | 2                                     | 2                                     | 4                                     |       |    |                                    |                                    |                                    |                                    |                                    |  |          |                                    |                                    |                                    |                                    |                                    |  |
|  | 2B                                    | Aspirante                             | 2                                     | 2                                     | 4                                     |       | 4A | Aspirante                          | 1                                  | 1                                  | 2                                  |                                    |  |          |                                    |                                    |                                    |                                    |                                    |  |
|  |                                       |                                       |                                       |                                       |                                       |       | 4A | Aspirante                          | 1                                  | 1                                  | 2                                  |                                    |  |          |                                    |                                    |                                    |                                    |                                    |  |
|  |                                       |                                       | 2A                                    | San Pablo Municipal                   | 5                                     | 0     | 5  |                                    |                                    |                                    |                                    |                                    |  |          |                                    |                                    |                                    |                                    |                                    |  |
|  | 2A                                    | San Pablo Municipal                   | 2A                                    | San Pablo Municipal                   | 5                                     | 0     | 5  | 0                                  | 5                                  | 5                                  |                                    |                                    |  |          |                                    |                                    |                                    |                                    |                                    |  |
|  | 2A                                    | San Pablo Municipal                   |                                       |                                       |                                       |       |    |                                    |                                    | 5                                  |                                    |                                    |  |          |                                    |                                    |                                    |                                    |                                    |  |
|  | 4B                                    | Fuerte San Francisco                  | 1                                     | 3                                     | 4                                     |       |    |                                    |                                    |                                    |                                    |                                    |  |          |                                    |                                    |                                    |                                    |                                    |  |
|  | 4B                                    | Fuerte San Francisco                  | 1                                     | 3                                     | 4                                     |       |    |                                    |                                    |                                    |                                    |                                    |  |          |                                    |                                    |                                    |                                    |                                    |  |
|  |                                       |                                       |                                       |                                       |                                       |       |    |                                    |                                    |                                    |                                    |                                    |  |          |                                    |                                    |                                    |                                    |                                    |  |

### Cuartos de final
| Equipo 1            | Agr.  | Equipo 2             | Ida   | Vuelta |
| ------------------- | ----- | -------------------- | ----- | ------ |
| San Pablo Municipal | 5 - 4 | Fuerte San Francisco | 0 - 1 | 5 - 3  |
| Atlético Marte      | 1 - 6 | El Vencedor          | 0 - 4 | 1 - 2  |
| Platense            | 7 - 1 | Brujos Mario Calvo   | 3 - 1 | 4 - 0  |
| Racing Junior       | 1 - 4 | Aspirante            | 0 - 2 | 1- 2   |

### Semifinales
| Equipo 1    | Agr.  | Equipo 2            | Ida   | Vuelta |
| ----------- | ----- | ------------------- | ----- | ------ |
| El Vencedor | 2 - 4 | Platense            | 1 - 1 | 1 - 3  |
| Aspirante   | 2 - 5 | San Pablo Municipal | 1 - 5 | 1 - 0  |

### Final
| Equipo 1 | Agr.          | Equipo 2            | Ida   | Vuelta        |
| -------- | ------------- | ------------------- | ----- | ------------- |
| Platense | 3 - 3 (1 - 4) | San Pablo Municipal | 0 - 1 | 3 - 2 (1 - 4) |

| Campeón Clausura 2019 |
| --------------------- |
|                       |
| San Pablo Municipal   |
| 1° Título             |

## Promoción de ascenso a Primera División
| 16 de junio de 2019, 14:00 | El Vencedor                                                                                            | 0 - 0 (6 - 5 p.)           | San Pablo Municipal                                                                                     | Estadio Jiboa, San Vicente, San Vicente |                          |
|                            | | Reporte                    | | Árbitro(s): Joel Aguilar                | Árbitro(s): Joel Aguilar |
|                            | | Tiros desde el punto penal | |                                         |                          |
|                            | - Marcelo Posada - Darwin Nieto - Elmer Araniva - Alexis Maravilla - Javier Hernández - Rusvel Saravia |                            | - Juan Camilo Delgado - Álvaro Guardado - Osmaro Orellana - Isaí Aguilar - Kevin Magaña - Elmer Cardoza |                                         |                          |